# Чотирбоківська сільська рада
Чотирбокі́вська сільська́ ра́да — адміністративно-територіальна одиниця та орган місцевого самоврядування в Шепетівському районі Хмельницької області. Адміністративний центр — село Чотирбоки.

## Загальні відомості
Чотирбоківська сільська рада утворена в 1937 році.
- Територія ради: 2,912 км²
- Населення ради: 1 435 осіб (станом на 2001 рік)

## Населені пункти
Сільській раді підпорядковані населені пункти:
- с. Чотирбоки

## Склад ради
Рада складається з 16 депутатів та голови.
- Голова ради: Любашевський Петро Мартинович
- Секретар ради: Ротфус Надія Василівна

### Керівний склад попередніх скликань
| Прізвище, ім'я, по батькові   | Основні відомості                                                               | Дата обрання | Дата звільнення |
| ----------------------------- | ------------------------------------------------------------------------------- | ------------ | --------------- |
| Кубей Іван Іванович           | Сільський голова, 1949 року народження, безпартійний                            | 26.03.2006   | 31.10.2010      |
| Любашевський Петро Мартинович | Сільський голова, 1960 року народження, освіта середня спеціальна, безпартійний | 31.10.2010   |                 |

Примітка: таблиця складена за даними сайту Верховної Ради України

### Депутати
За результатами місцевих виборів 2010 року депутатами ради стали:

#### За суб'єктами висування
| Суб'єкт висування | Кількість обраних депутатів | %  |
| ----------------- | --------------------------- | -- |
| Самовисування     | 12                          | 75 |
| Партія регіонів   | 4                           | 25 |

#### За округами
| № округу        | Прізвище, ім'я, по батькові        | Дата визнання обраним | Освіта             | Партійна приналежність                        | Відомості про обраного депутата                        |
| --------------- | ---------------------------------- | --------------------- | ------------------ | --------------------------------------------- | ------------------------------------------------------ |
| Партія регіонів |                                    |                       |                    |                                               |                                                        |
| 2               | Галицька Оксана Іванівна           | 03.11.2010            | вища               | позапартійна                                  | Чотирбоцька загальноосвітня школа, заступник директора |
| 4               | Ротфус Надія Василівна             | 03.11.2010            | середня спеціальна | позапартійна                                  | Чотирбоцька сільська рада, секретар                    |
| 9               | Троян Віра Юріївна                 | 03.11.2010            | середня спеціальна | позапартійна                                  | приватний підприємець                                  |
| 16              | Яцкоборовська Тетяна Тимофіївна    | 03.11.2010            | середня спеціальна | позапартійна                                  | Чотирбоцька сільська рада, землевпорядник              |
| Самовисування   |                                    |                       |                    |                                               |                                                        |
| 1               | Ващук Микола Васильович            | 03.11.2010            | середня спеціальна | член Всеукраїнського об'єднання «Батьківщина» | приватний підприємець                                  |
| 3               | Тихонюк Василь Анатолійович        | 03.11.2010            | вища               | член Всеукраїнського об'єднання «Батьківщина» | приватний підприємець                                  |
| 5               | Лінник Петро Васильович            | 03.11.2010            | вища               | позапартійний                                 | приватний підприємець                                  |
| 6               | Тінгін Наталія Василівна           | 03.11.2010            | середня спеціальна | позапартійна                                  | ПП «Родовичі», головний економіст                      |
| 7               | Ящук Оксана Іванівна               | 03.11.2010            | вища               | член Всеукраїнського об'єднання «Батьківщина» | Чотирбоцька загальноосвітня школа, заступник директора |
| 8               | Яцкоборовська Оксана Володимирівна | 03.11.2010            | середня спеціальна | член Всеукраїнського об'єднання «Батьківщина» | ПП «Ізяслав молокопродукт», заготовлювач молока        |
| 10              | Березніцька Світлана Олександрівна | 03.11.2010            | середня спеціальна | член Всеукраїнського об'єднання «Батьківщина» | ТОВ «Подільський господар», зав. фермою                |
| 11              | Березніцький Василь Степанович     | 03.11.2010            | середня спеціальна | позапартійний                                 | ДНЗ «Сонечко», завідувач                               |
| 12              | Вичавка Василь Якович              | 03.11.2010            | середня спеціальна | член Всеукраїнського об'єднання «Батьківщина» | Чотирбоцька ХПП, нач. охорони                          |
| 13              | Мочулко Ганна Ульянівна            | 03.11.2010            | середня спеціальна | позапартійна                                  | ДНЗ «Сонечко», техпрацівник                            |
| 14              | Рабощук Василь Михайлович          | 03.11.2010            | середня спеціальна | член Всеукраїнського об'єднання «Батьківщина» | СТОВ «Левада», комірник                                |
| 15              | Рабощук Тетяна Миколаївна          | 03.11.2010            | середня спеціальна | член Всеукраїнського об'єднання «Батьківщина» | Чотирбоцька бібліотека, завідувачка                    |